# Car od žada
Car od žada (kineski: 玉皇; pinjin: Yù Huáng ili 玉帝) u kineskoj kulturi, tradicionalnim religijama i mitu je jedan od predstavnika prvog boga (太帝 tài dì). U daoističkog teologiji on je pomoćnik Juenši Tjencuena, koji je jedan od Troje čistih, tri iskonske emanacije Taoa. On je isto tako Cao Đài („Najviša sila”) kaodajizma poznata kao Ngọc Hoàng Thượng đế. U budističkoj kosmologiji on je poistovećen sa Šakrom. U korejskoj mitologiji on je poznat kao Haneulim.
Car od žada je poznat pod mnoštvom imena, uključujući Nebeski deda (天公, Tiān Gōng), što je originalno značilo „Nebeski vojvoda” u narodu; Gospodar od žada; Najviši car; Veliki car od žada (玉皇上帝, Ju Huang Šangdi ili 玉皇大帝, Ju Huang Dadi).

## Kineska mitologija
U kineskoj mitologiji postoji mnogo priča koje uključuju Car od žada.
On se takođe može smatrati tradicionalnom likom tajnog društva Belog lotusa.

### Poreklo
Rečeno j da je Car od žada prvobitno bio prestolonaslednik kraljevstva Čistog blaženstva i veličanstvenih nebeskih svetala i ornamenata. Pri rođenju on je emitirao čudesnu svetlost koja je ispunila čitavo kraljevstvo. Kada je bio mlad, bio je ljubazan, inteligentan i mudar. On je posvetio celo svoje detinjstvo pomaganju unesrećenih (siromašnih i bolesnih, napuštenih i samih, gladnih i obogaljenih). Osim toga, pokazivao je poštovanje i dobronamernost prema ljudima i drugim stvorenjima. Nakon što je njegov otac preminuo, uspeo se na tron. Postarao se da svi u njegovom kraljevstvu pronađu mir i zadovoljstvo. Nakon toga, rekao je svojim ministrima da želi da kultivira Tao na vedrim i mirisnim liticama.
Nakon 1.750 eona, svaki od kojih je trajao 129.600 godina (3602 godina), on je ostvario Zlatnu besmrtnost. Nakon još sto miliona godina kultivacije, konačno je postao Car od žada (koristeći date podatke, ovaj period pre nego što je postao Car od žada trajao je ukupno oko 226.800.000 godina.)

### Nadvladavanje zla
Jedan od mitova opisuje kako je Car od žada postao monarh svih božanstava na nebu. To je jedan od retkih mitova u kojem Car od žada zaista pokazuje svoju moć.
Na početku vremena, Zemlja je bila veoma teško mesto za život, mnogo oštrije nego sada. Ljudi su morali da se suoče sa raznim monstruoznim bićima, i nisu imali mnogo bogova da ih zaštite; pored toga, mnogi moćni demoni prkosili su besmrtnicima sa neba. Car od žada je bio običan besmrtnik koji je lutao zemljom pomažući koliko god je mogao ljudima. On je bio tužan što su njegove moći samo olakšavale patnju ljudi. On se povukao u planinsku pećinu da kultivira svoj Tao. Prošao je 3200 iskušenja, a svako je trajalo oko 3 miliona godina.

### Njegov prethodnik i naslednik
Car od žada je prvobitno bio pomoćnik Božanskog majstora nebeskog porekla, Juenšija Tjenzuena. Za Juenšija Tjenzuena se kaže da je vrhovni početak, neograničeni i večni tvorac Neba i Zemlje, koji je izabrao Ju-huanga, ili Cara od žada, za svog ličnog naslednika.
Cara od žada će na kraju naslediti Nebeski Gospodar Zore od žada Zlatnih vrata (金闕玉晨天尊). Likovi za oba su utisnuti na prednjoj strani krakova njegovog trona.
U dva narodna automatski pisana teksta proizvedena 1925. i 1972. godine, Guan Ju je postao 18. Car od žada oko 1840. godine; međutim, neki se ne slažu da je Guan Ju nasledio, te su tako Car od žada i Guan Ju često odvojeno obožavani. U učenju Tienti, vladajući car od žada ima 55 prethodnika. Međutim, ovo je stanovište kineske narodne religije, i mnogi ortodoksni taoisti ne veruju da su ove tvrdnje tačne.

## Bogosluženja i festivali
Za rođendan cara od žada (天公誕) se kaže da je deveti dan prvog lunarnog meseca. Na ovaj dan, u taoističkim hramovima se održava ritual cara od žada (拜天公, mandarinski: bài Tiāngōng; Hokien: pài Thinn-kong, doslovno „obožavanje neba“) u kojem se sveštenici i laici klanjaju, kade i prinose hranu.
U jutro njegovog rođendana, Kinezi, Tajvanci, kao i hokijenski i peranakanski malezijski Kinezi i Kinezi iz Singapura koji praktikuju budizam, taoizam i druge tradicionalne kineske religije postavili su oltarski sto sa 3 sloja: jedan vrh (sadrži ponude od šest tipova povrća (六齋), rezance, voće, kolače, tangjuen, činije s povrćem i nezrelim betelom, sve ukrašeno papirnim fenjerima) i dva niža nivoa (sa pet žrtava i vina) u čast božanstava ispod cara od žada. Ukućani tada kleče tri puta i klanjaju se devet puta da odaju počast i požele mu dug život.
U Penangu, Malezija, centralna tačka proslave rođendana Cara od žada je Tni Kong Tnua, koji je stekao svetsku slavu kao jedna od istaknutih lokacija za The Amazing Race 16. Hram, izgrađen 1869. godine, nalazi se u podnožju brda Penang u predgrađu Er Ajtam u blizini Džordž Tauna, glavnog grada Penanga. Pored Tni Kong Tnua, Ču Džeti u srcu Džordž tauna je još jedna žarišna tačka proslave rođendana Cara od žada; svečanosti na ovoj lokaciji snimljene su za malezijski film iz 2014. godine, Putovanje.

## U popularnoj kulturi
- Pojavljuje se kao vrač koji se može igrati u MOBA video igrici Smajt, objavljenoj u aprilu 2022.
- Adaptacija kineskih božanstava u igri igranja uloga Advanced Dungeons & Dragons[15] uključivala je „Cara nebesa“ po imenu Šang-Ti u knjigama Božanstva i polubogovi i Legende i predanje, i „Nebeskog cara“ u Kara-Tur postavci kampanje, kao glava panteona.[16][17][18]

## Literatura
- Rémusat, Abel, 1820. Histoire de la ville de Khotan: tirée des annales de la chine et traduite du chinois ; Suivie de Recherches sur la substance minérale appelée par les Chinois PIERRE DE IU, et sur le Jaspe des anciens. Abel Rémusat. Paris. L’imprimerie de doublet. 1820. Downloadable from:
- Laufer, Berthold, 1912, Jade: A Study in Chinese Archeology & Religion, Reprint: Dover Publications, New York. 1974.
- Rawson, Jessica, 1975, Chinese Jade Throughout the Ages, London: Albert Saifer,  0-87556-754-1
- Ward, Fred (septembar 1987). „Jade: Stone of Heaven”. National Geographic. св. 172 бр. 3. стр. 282—315. ISSN 0027-9358. OCLC 643483454.
- Jadeite sources in Mesoamerica (PDF)
- Between hell and the Stone of Heaven: Observer article on Jade Mining in Burma
- Old Chinese Jades: Real or Fake?
- Types of jade: 100 stone images with accompanying information Архивирано на веб-сајту  (2. април 2019)
- Bhikkhu Analayo (2011). Śakra and the Destruction of Craving – A Case Study in the Role of Śakra in Early Buddhism, The Indian International Journal of Buddhist Studies 12, 157-176
- Buswell, Robert Jr; Lopez, Donald S. Jr., ур. (2013). Princeton Dictionary of Buddhism. Princeton, NJ: Princeton University Press. стр. 739—740. ISBN 9780691157863.
- Goswamy, B.N. (2014), The Spirit of Indian Painting: Close Encounters with 100 Great Works 1100-1900, Penguin Books, ISBN 978-0-670-08657-3
- Anthony, David W. (2007), The Horse The Wheel And Language. How Bronze-Age Riders From the Eurasian Steppes Shaped The Modern World, Princeton University Press
- Beckwith, Christopher I. (2009), Empires of the Silk Road, Princeton University Press
- E. B. Cowell; Francis A. Davis (1969). Buddhist Mahayana Texts. Courier Corporation. ISBN 978-0-486-25552-1.
- Wilkings, W.J. (1882), Hindu mythology, Vedic & Puranic, Elibron Classics (2001 reprint of 1882 edition by Thaker, Spink & Co., Calcutta), Архивирано из оригинала 9. 10. 2014. г.
- Masson-Oursel, P.; Morin, Louise (1976). "Indian Mythology." In New Larousse Encyclopedia of Mythology, pp. 325–359. New York: The Hamlyn Publishing Group.
- Janda, M., Eleusis, das indogermanische Erbe der Mysterien (1998).
- Trainor, Kevin (2004), Buddhism: The Illustrated Guide, Oxford University Press, ISBN 978-0-19-517398-7
- Didier, John C. (2009). „In and Outside the Square: The Sky and the Power of Belief in Ancient China and the World, c. 4500 BC – AD 200”. Sino-Platonic Papers. Victor H. Mair (192). Volume I: The Ancient Eurasian World and the Celestial Pivot, Volume II: Representations and Identities of High Powers in Neolithic and Bronze China, Volume III: Terrestrial and Celestial Transformations in Zhou and Early-Imperial China.
- Lee, Chi-ran (2010s). „The Emergence of National Religions in Korea” (PDF). Архивирано из оригинала (PDF) 13. 4. 2014. г.
- Lee, Jung Young (1981). Korean Shamanistic Rituals. Mouton De Gruyter. ISBN 9027933782.
- Hong, Sung-wook (2009). Naming God in Korea. Wipf & Stock. ISBN 160608626X.